# Lunel-Viel
Lunel-Viel település Franciaországban, Hérault megyében. Lakosainak száma 4497 fő (2022. január 1.). Lunel-Viel Lansargues, Lunel, Saint-Geniès-des-Mourgues, Saint-Just, Saturargues, Valergues és Entre-Vignes községekkel határos.

## Népesség
A település népességének változása:
| Lakosok száma | 1418 | 1673 | 2301 | 3484 | 3769 | 3819 | 3932 | 4367 | 4484 | 4497 |
|               | 1968 | 1982 | 1990 | 2006 | 2013 | 2015 | 2017 | 2019 | 2020 | 2022 |